# Michaił Czurkin
Michaił Wasiljewicz Czurkin, ros. Михаил Васильевич Чуркин (ur. 1910 w Moskwie, Imperium Rosyjskie, zm. styczeń 1986 w Moskwie, Rosyjska FSRR) – rosyjski trener piłkarski.

## Kariera trenerska
Karierę szkoleniowca rozpoczął przed rozpoczęciem Wielkiej Wojny Ojczyźnianej. Najpierw trenował juniorów Dinama Moskwa, a w 1940 stał na czele Dynama Mińsk. W 1941 pomagał trenować białoruski klub.
Po zakończeniu II wojny światowej powrócił do kariery trenerskiej. W 1944 ponownie pracował z juniorami Dinama Moskwa. W 1946 najpierw pomagał trenować piłkarzy Torpeda Moskwa, a od sierpnia 1946 do końca 1947 prowadził klub Krylja Sowietow Mołotow. Potem trenował Nieftianik Baku i Sierp i Mołot Moskwa. Od 1957 do 1958 kierował Chimikiem Jarosław. W 1960 objął prowadzenie Metałurha Zaporoże, a w sierpniu 1961 przeniósł się do kierowania Sudnobudiwnyka Mikołajów. W latach 1964–1965 trenował Chimik Nowomoskowsk. W 1969 dołączył do sztabu szkoleniowego Szynnika Jarosław, w którym pracował do 1970 na stanowisku dyrektora technicznego klubu.
Zmarł w styczniu 1986 w Moskwie w wieku 79 lat.

## Sukcesy i odznaczenia

### Sukcesy trenerskie
Metałurh Zaporoże
- mistrz Ukraińskiej SRR: 1960